# Owaab Barrow
Owaab Barrow (* 20. August 2001) ist ein katarischer Sprinter und Hürdenläufer.

## Sportliche Laufbahn
Erste internationale Erfahrungen sammelte Owaab Barrow 2018 bei den Juniorenasienmeisterschaften in Gifu, bei denen er im 110-Meter-Hürdenlauf in 14,11 s den sechsten Platz belegte. Damit qualifizierte er sich für die U20-Weltmeisterschaften in Tampere und gelangte dort bis in das Halbfinale, in dem er mit 14,05 s ausschied. Zudem konnte er sich mit der katarischen 4-mal-100-Meter-Staffel mit 41,35 s nicht für das Finale qualifizieren. Mit der Staffel nahm er auch an den Asienspielen in Jakarta teil, erreichte aber auch dort mit 41,03 s nicht die Endrunde. Mitte Oktober nahm er an den Olympischen Jugendspielen in Buenos Aires teil und gewann dort mit zwei Laufsiegen die Goldmedaille. Im Jahr darauf nahm er erstmals an den Asienmeisterschaften in Doha teil, schied dort aber sowohl im Hürdensprint mit 14,67 s, als auch mit der Staffel in 40,17 s in der ersten Runde aus. Bei den Heimweltmeisterschaften in Doha Ende September 2019 durfte er dank einer Wildcard im 100-Meter-Lauf starten und schied dort mit 12,82 s in der Vorrunde aus.

## Persönliche Bestleistungen
- 100 Meter: 10,64 s (+0,1 m/s), 27. September 2019 in Doha
  - 60 Meter (Halle): 6,95 s, 23. Februar 2019 in Sheffield
- 200 Meter: 21,55 s (+1,3 m/s), 3. Mai 2019 in Doha
- 110 m Hürden: 14,32 s, 8. April 2019 in Doha